# Tom Noonan
Tom Noonan (Greenwich, 12 aprile 1951) è un attore e autore teatrale statunitense.

## Carriera
Iniziò la sua carriera come attore di teatro nella produzione Off-Broadway Buried Child di Sam Shepard per poi passare al cinema nel 1980. La sua prestanza fisica (è alto 198 centimetri) lo ha reso particolarmente adatto nei ruoli di "cattivo", come in RoboCop 2, e Last Action Hero - L'ultimo grande eroe. La sua vasta esperienza da attore gli ha permesso di lavorare a fianco di grandi attori di fama mondiale come Jack Nicholson e Robert De Niro.
Nel 1986 nel film Manhunter - Frammenti di un omicidio, il primo in cui compare il personaggio di Hannibal Lecter, interpretò il ruolo di Francis Dollarhyde, il serial killer responsabile del massacro di intere famiglie. L'anno dopo fu Frankenstein in Scuola di mostri. Prese parte in seguito a numerosi film, quasi sempre in ruoli di cattivo, e in particolare nel 1995 ricoprì il ruolo di Kelso nel film Heat - La sfida. 
Durante gli anni novanta come autore scrisse diverse commedie, due delle quali divennero poi dei film (What Happened Was..., 1994 e The Wife, 1995). Nel 2001, Noonan interpreta il reverendo Gary Jackson, principale sospettato dell'omicidio di una bambina, nel film La promessa, film diretto da Sean Penn. Nel primo decennio del duemila comparve ancora in diversi film, in particolare in Synecdoche, New York, il film del debutto alla regia di Charlie Kaufman, in cui fu molto apprezzato nel ruolo di Sammy Barnathan. Nel 2017 recita nel film La stanza delle meraviglie con Julianne Moore.
Oltre al cinema, Noonan ha recitato anche in numerosi serial televisivi tra cui X-Files, Law & Order: Criminal Intent, Law & Order - Unità vittime speciali, Un salto nel buio, CSI - Scena del crimine e Damages, in quest'ultimo nel ruolo del detective Victor Huntley.

## Vita privata
Tom Noonan è stato sposato dal 1992 al 1999 con l'attrice Karen Young, con cui ha avuto due figli.

## Filmografia

### Cinema
- I cancelli del cielo (Heaven's Gate), regia di Michael Cimino (1980)
- Wolfen, la belva immortale (Wolfen), regia di Michael Wadleigh (1981)
- La fuga di Eddie Macon (Eddie Macon's Run), regia di Jeff Kanew (1983)
- La miglior difesa è... la fuga (Best Defense), regia di Willard Huyck (1984)
- F/X - Effetto mortale (F/X), regia di Robert Mandel (1986)
- Manhunter - Frammenti di un omicidio (Manhunter), regia di Michael Mann (1986)
- Scuola di mostri (The Monster Squad), regia di Fred Dekker (1987)
- RoboCop 2, regia di Irvin Kershner (1990)
- Last Action Hero - L'ultimo grande eroe (Last Action Hero), regia di John McTiernan (1993)
- Heat - La sfida (Heat), regia di Michael Mann (1995)
- The Astronaut's Wife - La moglie dell'astronauta (The Astronaut's Wife), regia di Rand Ravich (1999)
- The Opportunists, regia di Myles Connell (2000)
- La promessa (The Plegde), regia di Sean Penn (2001)
- Compagnie pericolose (Knockaround Guys), regia di Brian Koppelman e David Levien (2001)
- Arac Attack - Mostri a otto zampe (Eight Legged Freaks), regia di Ellory Elkayem (2002) - cameo non accreditato
- Caccia spietata (Seraphim Falls), regia di David Von Ancken (2006)
- The Alphabet Killer, regia di Rob Schmidt (2008)
- Synecdoche, New York, regia di Charlie Kaufman (2008)
- The House of the Devil, regia di Ti West (2009)
- Night of the Wolf (Late Phases), regia di Adrián García Bogliano (2014)
- Anomalisa, regia di Charlie Kaufman e Duke Johnson (2015)
- La stanza delle meraviglie (Wonderstruck), regia di Todd Haynes (2017)

### Televisione
- Un salto nel buio (Tales from the Darkside) - serie TV, episodio 1x05 (1984)
- Heaven & Hell: North & South, Book III - miniserie TV (1994)
- X-Files (The X-Files) - serie TV, 1 episodio (1996)
- CSI - Scena del crimine (CSI: Crime Scene Investigation) - serie TV, 1 episodio (2002)
- Law & Order - Unità vittime speciali (Law & Order: Special Victims Unit) - serie TV, 1 episodio (2008)
- Damages - serie TV, 17 episodi (2009-2011)
- Louie - serie TV, 1 episodio (2010)
- Hell on Wheels - serie TV, 17 episodi (2011-2012)
- The Blacklist - serie TV, 1 episodio (2013)
- L'esercito delle 12 scimmie (12 Monkeys) - serie TV (2015-2018)

## Doppiatori italiani
Nelle versioni in italiano delle opere in cui ha recitato, Tom Noonan è stato doppiato da:
- Sandro Iovino in Heat - La sfida, Hells on Wheels
- Dario Penne in CSI - Scena del crimine, The Alphabet Killer
- Mario Bardella ne La miglior difesa è... la fuga
- Rodolfo Traversa in Manhunter - Frammenti di un omicidio
- Pino Locchi in RoboCop 2
- Sergio Tedesco in Last Action Hero - L'ultimo grande eroe
- Domenico Maugeri in Compagnie pericolose
- Oliviero Dinelli in X-Files
- Sandro Acerbo in Scuola di mostri
- Danilo Bruni in Law & Order: Criminal Intent
- Gerolamo Alchieri in Arac Attack - Mostri a 8 zampe
- Domenico Crescentini in Caccia spietata
- Diego Reggente in The Astronaut's Wife - La moglie dell'astronauta
- Stefano De Sando in Law & Order - Unità vittime speciali
- Sergio Di Giulio in Damages
- Angelo Nicotra in The Blacklist
- Antonio Sanna in Synecdoche, New York
- Massimo Rossi in Louie
- Paolo Buglioni ne La stanza delle meraviglie

Da doppiatore è sostituito da:
- Stefano Benassi in Anomalisa